# Saison 2021 de l'équipe cycliste Lotto-Soudal
La saison 2021 de l'équipe cycliste Lotto-Soudal est la dixième de cette équipe.

## Coureurs et encadrement technique

### Arrivées et départs
| Coureur            | Provenance                   | Durée contrat |
| ------------------ | ---------------------------- | ------------- |
| Filippo Conca      | Biesse-Arvedi                | 2021-2022     |
| Sébastien Grignard | Lotto-Soudal U23             | 2021-2022     |
| Andreas Kron       | Riwal Securitas Cycling Team | 2021-2022     |
| Kamil Małecki      | CCC Team                     | 2021-2022     |
| Sylvain Moniquet   | Groupama-FDJ Continentale    | 2021-2022     |
| Harry Sweeny       | Lotto-Soudal U23             | 2021-2022     |
| Maxim Van Gils     | Lotto-Soudal U23             | 2021-2022     |
| Viktor Verschaeve  | Lotto-Soudal U23             | 2021-2022     |
| Xandres Vervloesem | Lotto-Soudal U23             | 2021-2022     |

| Coureur               | Nouvelle équipe        | Durée contrat |
| --------------------- | ---------------------- | ------------- |
| Sander Armée          | Qhubeka Assos          | 2021          |
| Jonathan Dibben       | Retraite               |               |
| Stan Dewulf           | AG2R Citroën           | 2021-2022     |
| Carl Fredrik Hagen    | Israel Start-Up Nation | 2021-2022     |
| Adam Hansen           | Retraite               |               |
| Rasmus Byriel Iversen |                        |               |
| Nikolas Maes          | Retraite               |               |
| Rémy Mertz            | Bingoal-WB             | 2021          |
| Brian van Goethem     | Retraite               |               |
| Jelle Wallays         | Cofidis                | 2021          |

### Effectif actuel
| Coureur            | Date de Nais.              | Équipe en 2020   | Cont. |
| ------------------ | -------------------------- | ---------------- | ----- |
| Filippo Conca      | 22 septembre 1998 (23 ans) | Biesse-Arvedi    | 2022  |
| Steff Cras         | 13 février 1996 (25 ans)   | Lotto-Soudal     | 2021  |
| Jasper De Buyst    | 24 novembre 1993 (28 ans)  | Lotto-Soudal     | 2022  |
| Thomas De Gendt    | 6 novembre 1986 (35 ans)   | Lotto-Soudal     | 2022  |
| John Degenkolb     | 7 janvier 1989 (32 ans)    | Lotto-Soudal     | 2021  |
| Caleb Ewan         | 11 juillet 1994 (27 ans)   | Lotto-Soudal     | 2024  |
| Frederik Frison    | 28 juillet 1992 (29 ans)   | Lotto-Soudal     | 2023  |
| Philippe Gilbert   | 5 juillet 1982 (39 ans)    | Lotto-Soudal     | 2022  |
| Kobe Goossens      | 29 avril 1996 (25 ans)     | Lotto-Soudal     | 2022  |
| Sébastien Grignard | 29 avril 1999 (22 ans)     | Lotto-Soudal U23 | 2022  |
| Matthew Holmes     | 8 décembre 1993 (28 ans)   | Lotto-Soudal     | 2021  |
| Roger Kluge        | 5 février 1986 (35 ans)    | Lotto-Soudal     | 2022  |
| Andreas Kron       | 1er juin 1998 (23 ans)     | Riwal Securitas  | 2022  |
| Tomasz Marczyński  | 6 mars 1984 (37 ans)       | Lotto-Soudal     | 2021  |

| Coureur            | Date de Nais.             | Équipe en 2020      | Cont. |
| ------------------ | ------------------------- | ------------------- | ----- |
| Kamil Małecki      | 2 janvier 1996 (25 ans)   | CCC Team            | 2022  |
| Sylvain Moniquet   | 14 janvier 1998 (23 ans)  | Groupama-FDJ Conti. | 2022  |
| Stefano Oldani     | 10 janvier 1998 (23 ans)  | Lotto-Soudal        | 2021  |
| Harry Sweeny       | 9 juillet 1998 (23 ans)   | Lotto-Soudal U23    | 2022  |
| Gerben Thijssen    | 21 juin 1998 (23 ans)     | Lotto-Soudal        | 2021  |
| Tosh Van der Sande | 28 novembre 1990 (31 ans) | Lotto-Soudal        | 2021  |
| Maxim Van Gils     | 25 novembre 1999 (22 ans) | Lotto-Soudal U23    | 2022  |
| Brent Van Moer     | 12 janvier 1998 (23 ans)  | Lotto-Soudal        | 2023  |
| Harm Vanhoucke     | 17 juin 1997 (24 ans)     | Lotto-Soudal        | 2022  |
| Florian Vermeersch | 12 mars 1999 (22 ans)     | Lotto-Soudal        | 2022  |
| Viktor Verschaeve  | 3 août 1998 (23 ans)      | Lotto-Soudal U23    | 2022  |
| Xandres Vervloesem | 13 mai 2000 (21 ans)      | Lotto-Soudal U23    | 2022  |
| Tim Wellens        | 10 mai 1991 (30 ans)      | Lotto-Soudal        | 2022  |